# Symploce togoana
Symploce togoana är en kackerlacksart som beskrevs av Roth, L. M. 1987. Symploce togoana ingår i släktet Symploce och familjen småkackerlackor.
Artens utbredningsområde är Togo. Inga underarter finns listade i Catalogue of Life.